# エリック・バンクス
エリック・バンクス（Eric Banks、1932年4月2日 -　）は、イギリスの指揮者。

## 来歴
イングランド北部のサウスシールズに生まれる。1949年にイギリス空軍音楽サービスにユーフォニアム奏者として入隊し、プロの音楽家としてのキャリアを始めた。
ノーマン・リチャードソンに師事し、ロンドンの王立音楽アカデミー、王立音楽大学、ギルドホール音楽演劇学校で指揮を学んだ。1963年からイギリス空軍の各音楽隊の指揮者を歴任し、1983年にはイギリス空軍音楽サービスの音楽総監督と中央音楽隊および管弦楽団の首席指揮者に就任した。音楽への貢献に対して1974年に大英帝国勲章MBE、1989年に同OBEを授与されている。
1989年に定年で退役し、現在はオーストラリアのアデレードに在住している。